# CP/J

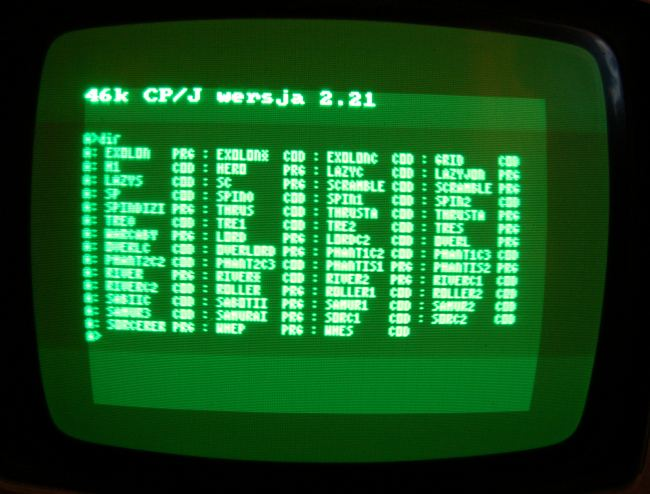
Wygląd ekranu roboczego komputera Elwro 800 Junior na monitorze monochromatycznym.

CP/J – system operacyjny używany do sterowania ośmiobitowym komputerem Elwro 800 Junior. CP/J był zmodyfikowaną wersją systemu CP/M. Od systemu CP/M różnił się tym, iż miał dodatkowo wbudowaną obsługę prostego protokołu sieciowego (JUNET), co m.in. pozwalało na połączenie kilku komputerów Elwro 800 Junior w prostą sieć lokalną.